# Singapore ai Giochi della XIV Olimpiade
Singapore partecipò ai Giochi della XIV Olimpiade, svoltisi a Londra, dal 20 luglio al 14 agosto 1948, con una delegazione di 1 atleta, Lloyd Valberg, senza aggiudicarsi medaglie.

## Risultati

### Atletica
- Q = Qualificato al turno successivo

| Atleta        | Evento                 | Qualificazioni | Qualificazioni | Finali   | Finali    |
| Atleta        | Evento                 | Distanza       | Posizione      | Distanza | Posizione |
| ------------- | ---------------------- | -------------- | -------------- | -------- | --------- |
| Lloyd Valberg | Salto in alto maschile | 1.87           | Q              | 1.80     | 14        |